# 均勻多面體
在幾何學中，均勻多面體是指由正多邊形面構成且具有頂點可遞特性的多面體，點可遞代表該幾何結構中的任2個頂點其中一個頂點可以透過平移、旋轉與鏡射的過程映射到另一個頂點，換句話說這個幾何結構的頂角是全等的，所以該多面體具有具有高度鏡射和旋轉對稱。
均勻多面體可能是正多面體（同時具備面可遞、邊可遞）、擬正多面體（若邊可遞，則面不可遞）或半正多面體（邊未必可遞面也未必可遞）。由於面和頂角不一定要是凸的，所以很多均勻多面體的也是星狀多面體。
不包括無限集合，有75個均勻多面體（如果允許邊緣重合則有76種）。
- 凸多面體
  - 5種凸正多面體
  - 13種阿基米德立體——兩種擬正多面體和11種半正多面體
- 星狀多面體
  - 4種克卜勒－龐索立體——正非凸多面體
  - 53種均勻星形多面體——5種擬正多面體和48種半正多面體
  - 1種由約翰·斯基林發現與對邊重合的星狀多面體，稱為大二重扭稜二重斜方十二面體或斯基林圖形（Skilling's figure）。

## 外部連結
- 埃里克·韦斯坦因. . MathWorld.
- Uniform Solution for Uniform Polyhedra
- The Uniform Polyhedra（页面存档备份，存于）
- Virtual Polyhedra（页面存档备份，存于） Uniform Polyhedra
- http://www.stereo-club.fr/GalerieSCF/main.php?cmd=album&var1=Edmond+Bonan%2FPolyedres/&var2=3（页面存档备份，存于）